# 杰夫·伯威克
杰弗里·大卫·伯威克（英語：Jeffrey David Berwick，1970年11月24日—）是加拿大和多米尼加企业家、自由意志主义者和无政府资本主义活动家。
伯威克创建了一家低价股推广和营销网站，后来出售了该网站。他后来成为比特币的投资者，在福克斯新闻和其他主流媒体上公开讨论数字货币。他还出现在彭博电视讨论比特币。
2016年，伯威克获得多米尼加共和国国籍。

## 生涯
2009年，他创建了一个无政府资本主义博客“（Dollar Vigilante）”，关注黄金、白银、矿业股票、比特币和离岸银行业务。
伯威克是的主持人，这是一个采访式的无政府资本主义播客，成立于2012年。
2013年，伯威克宣布他计划在塞浦路斯共同创办世界上第一台比特币ATM。商业内幕称这一计划“虚假”且“几乎可以肯定是胡说八道”。当世界各地开始出现多台ATM时，这一计划被揭穿。
2013年，伯威克推动了高尔特峡谷智利项目（Galt's Gulch Chile project），这是智利库拉卡维地区的一个自由意志主义飞地，但并未如预期的那样实现。他还参与了在洪都拉斯建立自由贸易区的尝试。
2015年，伯威克在墨西哥阿卡普尔科举办了无政府资本主义年会。

## 个人生活
2005年7月，伯威克的双体船遭遇50海里/小时的狂风，撞到岩石中沉没。伯威克和他的搭档抓住一块破冲浪板幸存下来。